# Ricoh
Ricoh Company, Ltd. (株式会社リコー) er en japansk multinational billede- og elektronikvirksomhed. Den blev etableret i den nu forhenværende kommercielle division i Institute of Physical and Chemical Research (Riken) 6. februar 1936. Ricoh's hovedkvarter er i Chuuou, Tokyo.
De producerer primært kameraer, printere, kopimaskiner, multifunktionsmaskiner og associeret software.